# Lucius Publilius Petronius Volusianus
Pour les articles homonymes, voir Volusianus.
Lucius Publilius Petronius Volusianus (fl. aut. 285) est un homme politique de l'Empire romain.

## Vie
Il est le fils de Lucius Publilius Probatus Justus, curateur de Beneventum (Benevento), fl. 255, et petit-fils paternel d'un Marcus Publilius et de sa femme Petronia, fille de Gnaeus Petronius Probatus Junior Justus et de sa femme Caecilia. Sa tante paternelle Publilia est la femme de Gaius Rufius Proculus.
Il est consul suffect à une date inconnue.
Il se marie avec Annia, fille de Gaius Annius Anullinus. Ils ont pour fils Petronius Probianus et pour fille Petronia Probiana, femme de Gaius Vettius Cossinius Rufinus.